# Paulo Mendes Campos
Paulo Mendes Campos (Belo Horizonte, 28 de fevereiro de 1922 — Rio de Janeiro, 1 de julho de 1991) foi um escritor, poeta e jornalista brasileiro. Fundou uma escola em Belo Horizonte chamada Colégio Paulo Mendes Campos.

## Biografia

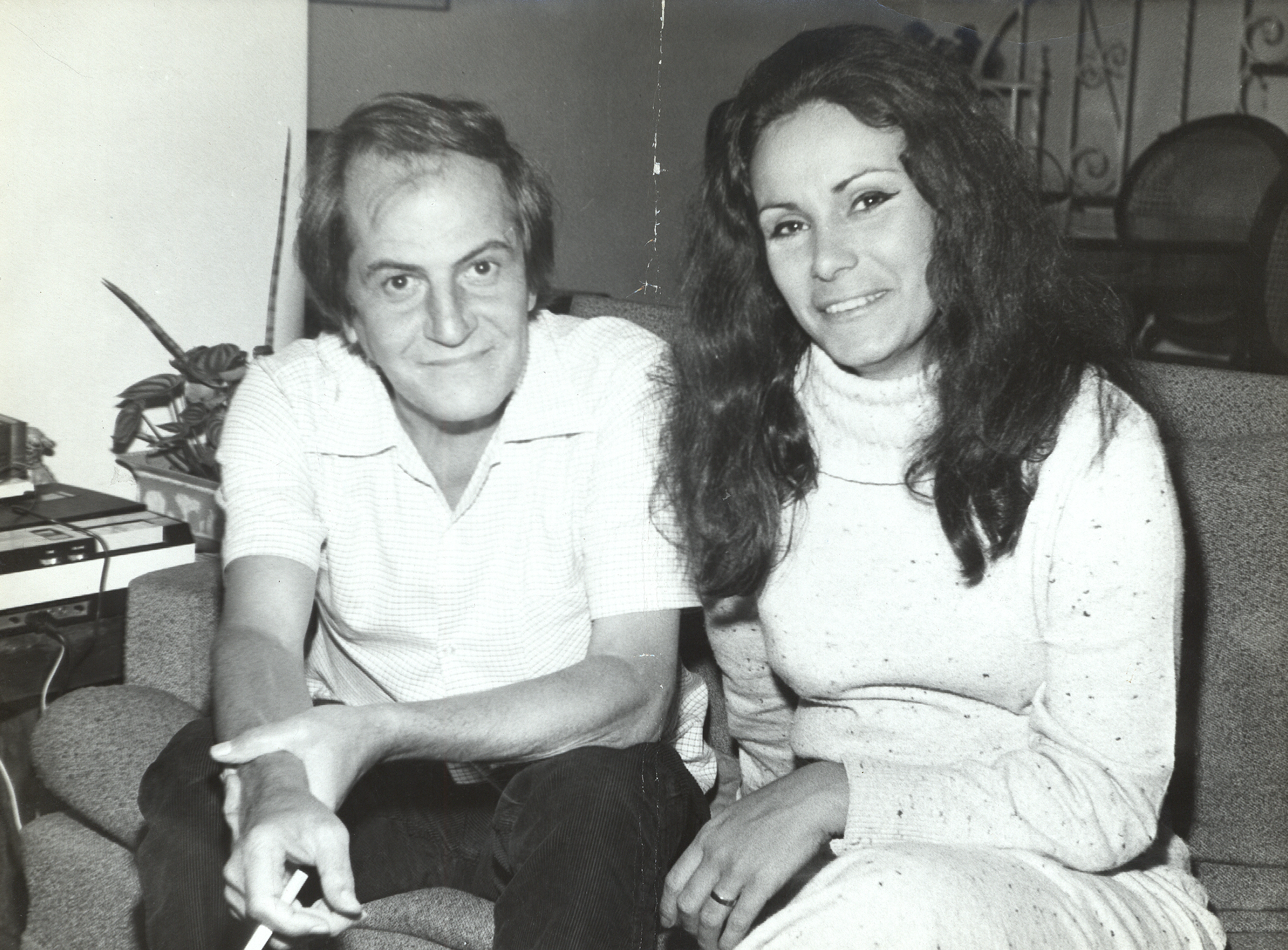
Em 1971.Arquivo Nacional.

Filho do médico e escritor Mário Mendes Campos e de Maria José Lima Campos, Paulo Mendes Campos herda de sua mãe, amante da literatura, o hábito da boa leitura. Era o terceiro de oito irmãos: Carmen, Marino, SIlvio, Marilia, Eunice, Aluizio e Mauricio. Sua mãe tinha por hábito ler poesias para os filhos reunidos, inclusive em francês. Reprovado nos primeiros anos de estudo, foi internado no Colégio Dom Bosco, na cidade de Cachoeira do Campo, onde surgiu o interesse pelas letras (1933). Conclui o curso secundário em 1939, em São João del-Rei e ingressa, sucessivamente, nos cursos de odontologia, veterinária e direito, mas não concluiu nenhum deles. Nessa época (1940), de volta a Belo Horizonte, participa da vida literária como integrante da geração mineira a que pertencem Fernando Sabino, Otto Lara Resende, Hélio Pellegrino, João Etienne Filho e Murilo Rubião. Publica no suplemento literário da Folha de Minas que chegou a dirigir durante algum tempo. Seu sonho de ser aviador também não se concretizou. Diploma mesmo, ele gostava de brincar, só teve o de datilógrafo.
Em 1945, vai para o Rio de Janeiro a fim de conhecer o poeta Pablo Neruda. Permanece no Rio, onde já estava morando o amigo mineiro Fernando Sabino e para onde depois também se mudaram Otto Lara Resende e Hélio Pellegrino. Colaborou nos principais jornais cariocas, mais assiduamente em O Jornal, Correio da Manhã – do qual foi redator durante dois anos e meio – e Diário Carioca – onde manteve uma coluna diária intitulada "Primeiro Plano". Foi, durante muitos anos, um dos três cronistas efetivos da revista Manchete  e Diretor de Obras Raras da Biblioteca Nacional (In: Dicionário Enciclopédico Koogan - Larousse).
Em 1947, é admitido como fiscal de obras e chega a redator, no extinto Instituto de Previdência e Assistência dos Servidores do Estado - Ipase
Em 1949, vai pela primeira vez à Europa; em 1951, casa-se com Joan Abercrombie, de origem inglesa e lança seu primeiro livro, A palavra escrita.
Como tradutor de prosa e poesia, traduziu Júlio Verne, Oscar Wilde, John Ruskin, Jane Austen, Shakespeare, William Butler Yeats, C. S. Lewis, Charles Dickens, Gustave Flaubert, Guy de Maupassant, H. G. Wells, Pablo Neruda, Rosalía de Castro, Verlaine, T. S. Eliot, Emily Dickinson, James Joyce, Cummings, William Blake, Umberto Saba, Jorge Luis Borges, entre outros.
Muitas das traduções em prosa foram adaptações para o público infanto-juvenil, boa parte delas publicadas pela primeira vez na década de 1970 pela Ediouro/Tecnoprint. Atualmente também há traduções-adaptações suas editadas pela Scipione e pela Martins Fontes. Quanto à poesia, a maior parte das traduções pode ser encontrada nos livros Trinca de copas e Diário da Tarde. De Neruda, traduziu os livros Canto Geral, Residência na Terra I e Residência na Terra II.

## Obras
Poesias
- A Palavra Escrita, 1951

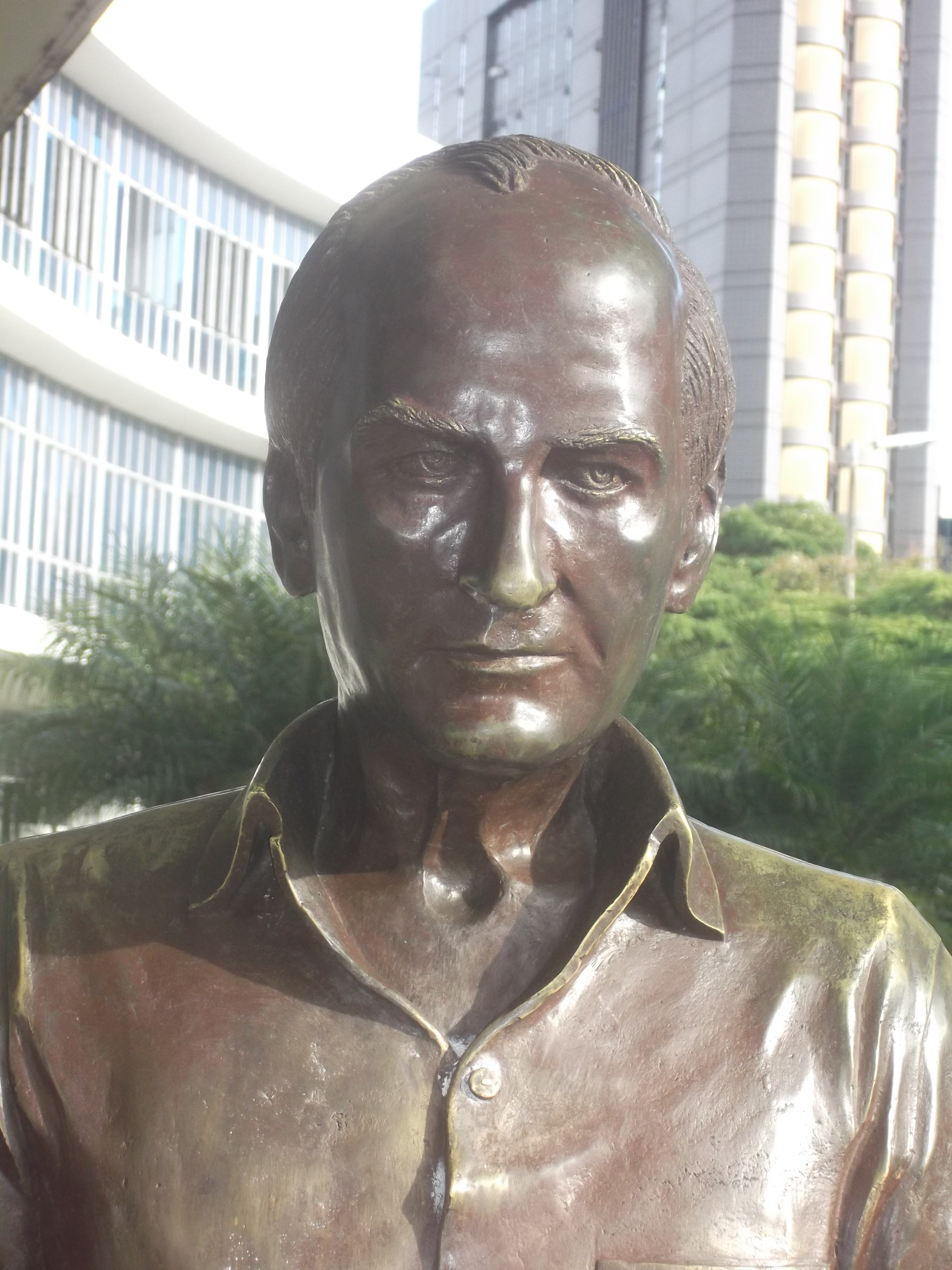
Busto erguido na Biblioteca Pública Estadual Luiz de Bessa, Belo Horizonte.

- Forma e Expressão do Soneto, antologia, 1952
- Infância
- O Domingo azul do mar - 1958
- Testamento do Brasil e Domingo azul do mar - 1966
- Transumanas - 1977
- Poemas - 1979
- Diário da tarde (poesia e prosa) - 1981
- Trinca de copas (poesia e prosa) - 1984

Crônicas
- O Cego de Ipanema – 1960
- Homenzinho na ventania – 1962
- O Colunista do morro – 1965
- Antologia brasileira de humorismo – 1965
- Hora do recreio - 1967
- O Anjo Bêbado - 1969
- Rir  é o único jeito: supermercado – 1976 (reedição de Hora do Recreio)
- Os bares morrem numa quarta-feira – 1980
- O Amor acaba - Crônicas líricas e existenciais  — 1999
- Brasil brasileiro — Crônicas do país, das cidades e do povo  – 2000
- Alhos e bugalhos — 2000
- Cisne de feltro — Crônicas- 2000
- Murais de Vinícius e outros perfis — 2000
- O gol é necessário — Crônicas esportivas — 2000
- Artigo indefinido —  2000
- De um caderno cinzento — Apanhadas no chão — 2000
- Balé do pato e outras crônicas — 2003
- Quatro histórias de ladrão — 2005

Infanto-juvenil
- A arte de ser neta – 1985

## Prêmios
- 1959 - Ganha, com seu livro O domingo azul do mar,  o Prêmio Alphonsus de Guimaraens do Instituto Nacional do Livro - Ministério da Educação e Cultura (melhor livro de poesia de 1958). O prêmio foi dividido com o poeta Homero Homem (Calendário Marinheiro)[4]